# Вацлав Вольський

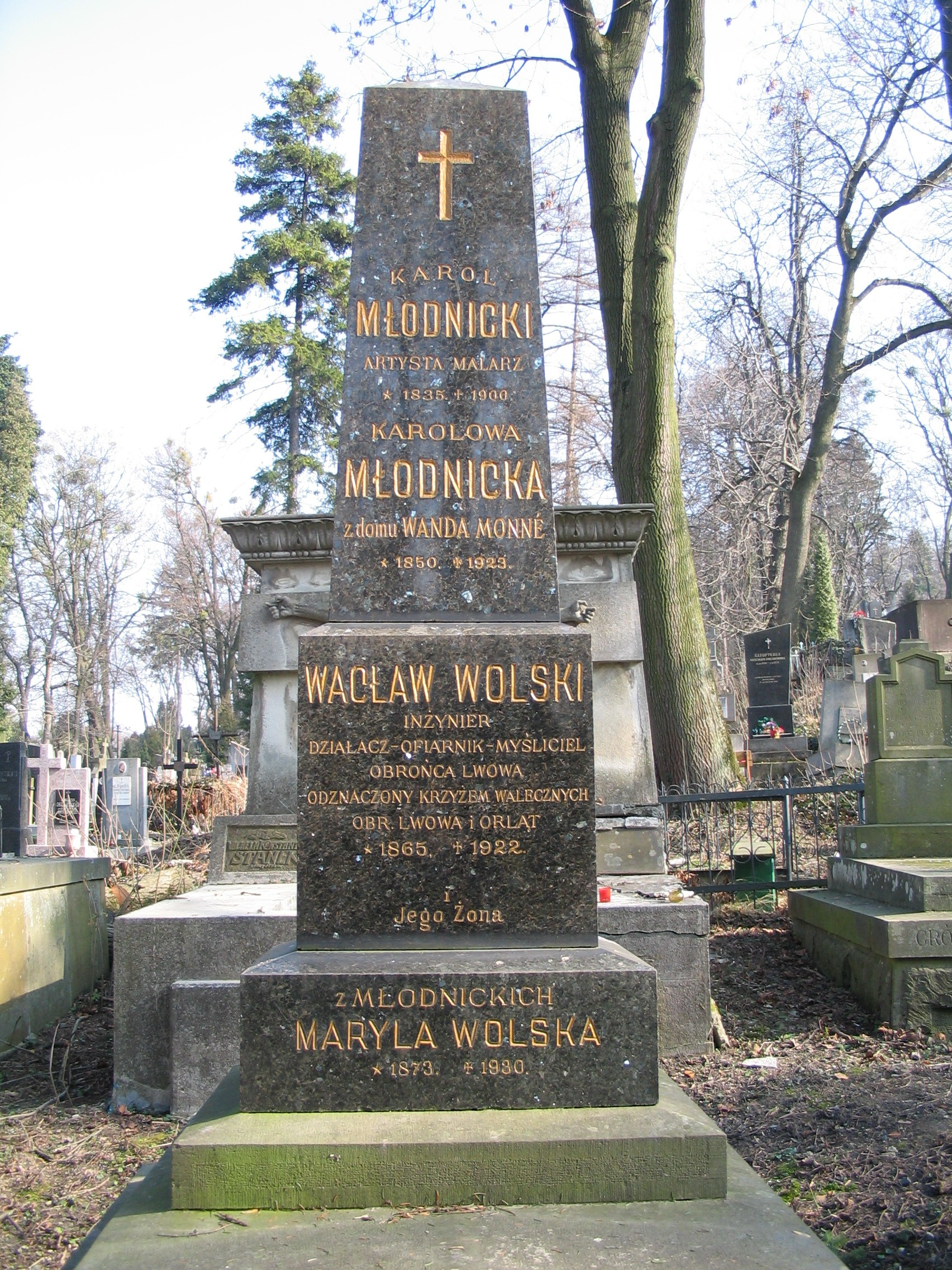
Надгробок родини Вольських і Млодницьких у Львові

Вацлав Вольський гербу Любіч (нар . 28 вересня 1865 у Бережанах — пом . 27 липня 1922 у Львові ) — польський інженер, винахідник, нафтовий підприємець і громадський діяч, захисник Львова .

## Життя
Народився 28 вересня 1865 р. у Бережанах поблизу Тарнополя. Батько Людвік Вольський був обраний депутатом австрійського парламенту і переїхав із родиною до Відня, де Вацлав закінчив середню школу та політехнікум. Під час навчання був членом і деякий час головою польської молодіжної асоціації «Ognisko».На подальше життя Вольського великий вплив мав його дядько Станіслав Щепановський. Завдяки Щепановському Вольський зайнявся нафтовою промисловістю. Він пробурив шахту «Гуцул» у Галичині, яка стала багатим джерелом гасу, і заснував перший польський нафтопереробний завод у Печеняжині . Він розпочав свою інженерну кар’єру в Східниці, де працював з кількома канадськими бурильниками, яких привів Щепановський. Він був членом Державної національної ради, віце-президентом Національного нафтового товариства.
Він був видавцем щоденника «Słowo Polskie» з 1898 по 1914 рік. Був членом Національної ліги. 
Був одружений з поетесою Марилею Вольською, уродженою Млодницькою, з якою мав п’ятеро дітей, у т.ч. поетеса і прозаїк Беата Обертинська, поет Людвік і художниця Аніела (Лела) Павліковська .
Хворий серцем, помер 27 липня 1922 р. на 57-му році життя у власній віллі «Засвяте». Похований у родинній усипальниці на Личаківському цвинтарі у Львові 29 липня 1922 року.

## Винахідливість
Першим практично застосував стиснений газ для видобутку нафти  . Він першим у світі скрапив нафтові гази і винайшов т. зв « гідравлічний буровий долон »  . Він розробив гідравлічний метод буріння, де вода, яка досі використовувалася лише для видалення відкладень під час буріння, також використовувалася для переміщення долота . Його метод отримав назву «польський канадський». До 1902 року Вольскі намагався запатентувати свій метод у Відні, але там зустрів Вільяма Генрі МакГарві, канадця з Північної Ірландії, який, працюючи бурильником у Польщі, звернувся до патентного бюро з подібним рішенням. Згодом вони спільно запатентували рішення як «долото для нафтової промисловості».
У 1907 році під час буріння стовбура «Вільно» на Бориславщині він практично використав цей метод, в результаті чого пробурив на глибину 1000 метрів (де типові стовбури досягали 400 метрів) до багатих покладів нафти. Пропускна спроможність валу становила 900 тонн на добу, чого ще не було в Галичині. Використання цього методу Вольським змусило інших виробників підвищити ефективність виробництва, і в результаті в 1907 році в Галичині було досягнуто видобутку 120 тис. тонн нафти, тоді як у 1906 р. було вдвічі менше. У відсталій економіці Галичини не було ринку для такої кількості нафти, і відбулося різке падіння цін на нафту, і вся нафтова промисловість Галичини втратила прибутковість. Це перевиробництво вплинуло і на подальшу долю винаходу Вольського, на ширше впровадження якого не було грошей, а сам винахід був куплений і схований у броньованих шафах компаній, зацікавлених у збереженні старих методів буріння. Винахід Вольського випередив свій час, і робота над гідравлічним методом буріння була розпочата лише через 20 років після його патентування.
Його методи буріння застосовувалися у Вестфалії у Бекумі та Харені та на Кавказі у Грозному. Дві провідні бурові компанії, Internationale Tiefbohrgesellschaft Raky та Deutsche Tiefbohr Gesellschaft, зацікавлені у пристрої, придбали патенти за 600 000 німецьких марок, пообіцявши Вольськи покращити та рекламувати таран.
Окрім бурильника, Вольський був, між ін. конструктор гідравлічного бура для будівництва шахтних галерей і тунелів, пробував зріджувати нафтовий газ і автор багатьох інших патентів. Крім того, він активно брав участь у громадському житті Галичини, вів наукове листування з науковцями країни та за кордоном.

## Нагороди
- Хрест Доблесті
- Хрест оборони Львова
- Знак Пошани «Орлята».

## Виноски
1. ↑  Криса Л. Личаківський некрополь — 2006. — С. 327. — ISBN 978-966-8955-00-6
2. 1 2  Piłatowicz, Józef, ред. (2001). Inżynierowie polscy w XIX i XX wieku. T. 7, 100 najwybitniejszych polskich twórców techniki. Warszawa: Polskie Towarzystwo Historii Techniki. с. 273—275. ISBN 83-87992-15-1. Архів оригіналу за 30 грудня 2022. Процитовано 30 грудня 2022.
3. ↑  Stanisław Kozicki, Historia Ligi Narodowej (okres 1887-1907), Londyn 1964, s. 587.
4. ↑  , Maciej Iłowiecki;, "Dzieje nauki polskiej"
5. ↑  Taran wiertniczy Wacława Wolskiego. Młody Technik Nr 3/1967, s. 96-97.

## зовнішні посилання
- Твори та нотатки Вацлава Вольського в бібліотеці « Полона ».